# L'Armoire des frères Davenport
Pour plus de détails, voir Fiche technique et Distribution.
L'Armoire des frères Davenport est un court métrage français réalisé par Georges Méliès, sorti en 1902, au début du cinéma muet.

## Fiche technique
- Réalisateur et producteur : Georges Méliès
- Sociétés de production : Georges Méliès et Star Film
- Format : Muet - Noir et blanc - 1,33:1 - 35 mm
- Pays d'origine : France
- Année de sortie : 1902